# Étival-lès-le-Mans
Étival-lès-le-Mans est une commune française, située dans le département de la Sarthe en région Pays de la Loire, peuplée de 1 852 habitants.
La commune fait partie de la province historique du Maine, et se situe dans la Champagne mancelle.

## Géographie
Étival-lès-le-Mans est une petite ville de la grande périphérie du Mans dont elle est distante de 18 km. Située à l'ouest de la France dans la région Pays de la Loire, elle n'est qu'à deux heures de Nantes et de l'océan Atlantique.
| Fay                       | Pruillé-le-Chétif  | Saint-Georges-du-Bois         |
| Souligné-Flacé, Louplande | Étival-lès-le-Mans | Saint-Georges-du-Bois         |
| Louplande                 | Louplande          | Allonnes, Voivres-lès-le-Mans |

### Climat
Pour des articles plus généraux, voir Climat des Pays de la Loire et Climat de la Sarthe.
En 2010, le climat de la commune est de type climat océanique dégradé des plaines du Centre et du Nord, selon une étude du CNRS s'appuyant sur une série de données couvrant la période 1971-2000. En 2020, Météo-France publie une typologie des climats de la France métropolitaine dans laquelle la commune est exposée à un climat océanique et est dans la région climatique  Moyenne vallée de la Loire, caractérisée par une bonne insolation (1 850 h/an) et un été peu pluvieux. 
Pour la période 1971-2000, la température annuelle moyenne est de 11,2 °C, avec une amplitude thermique annuelle de 14,3 °C. Le cumul annuel moyen de précipitations est de 686 mm, avec 11,6 jours de précipitations en janvier et 6,7 jours en juillet. Pour la période 1991-2020, la température moyenne annuelle observée sur la station météorologique de Météo-France la plus proche, sur la commune du Mans à 10 km à vol d'oiseau, est de 12,4 °C et le cumul annuel moyen de précipitations est de 693,4 mm,. Pour l'avenir, les paramètres climatiques de la commune estimés pour 2050 selon différents scénarios d'émission de gaz à effet de serre sont consultables sur un site dédié publié par Météo-France en novembre 2022.

## Urbanisme

### Typologie
Au 1er janvier 2024, Étival-lès-le-Mans est catégorisée bourg rural, selon la nouvelle grille communale de densité à sept niveaux définie par l'Insee en 2022.
Elle est située hors unité urbaine. Par ailleurs la commune fait partie de l'aire d'attraction du Mans, dont elle est une commune de la couronne,. Cette aire, qui regroupe 144 communes, est catégorisée dans les aires de 200 000 à moins de 700 000 habitants,.

### Occupation des sols
L'occupation des sols de la commune, telle qu'elle ressort de la base de données européenne d’occupation biophysique des sols Corine Land Cover (CLC), est marquée par l'importance des territoires agricoles (88,6 % en 2018), en diminution par rapport à 1990 (90,4 %). La répartition détaillée en 2018 est la suivante : 
terres arables (49,8 %), prairies (33,9 %), zones urbanisées (7,8 %), zones agricoles hétérogènes (4,9 %), forêts (3,1 %), zones industrielles ou commerciales et réseaux de communication (0,5 %). L'évolution de l’occupation des sols de la commune et de ses infrastructures peut être observée sur les différentes représentations cartographiques du territoire : la carte de Cassini (XVIIIe siècle), la carte d'état-major (1820-1866) et les cartes ou photos aériennes de l'IGN pour la période actuelle (1950 à aujourd'hui).

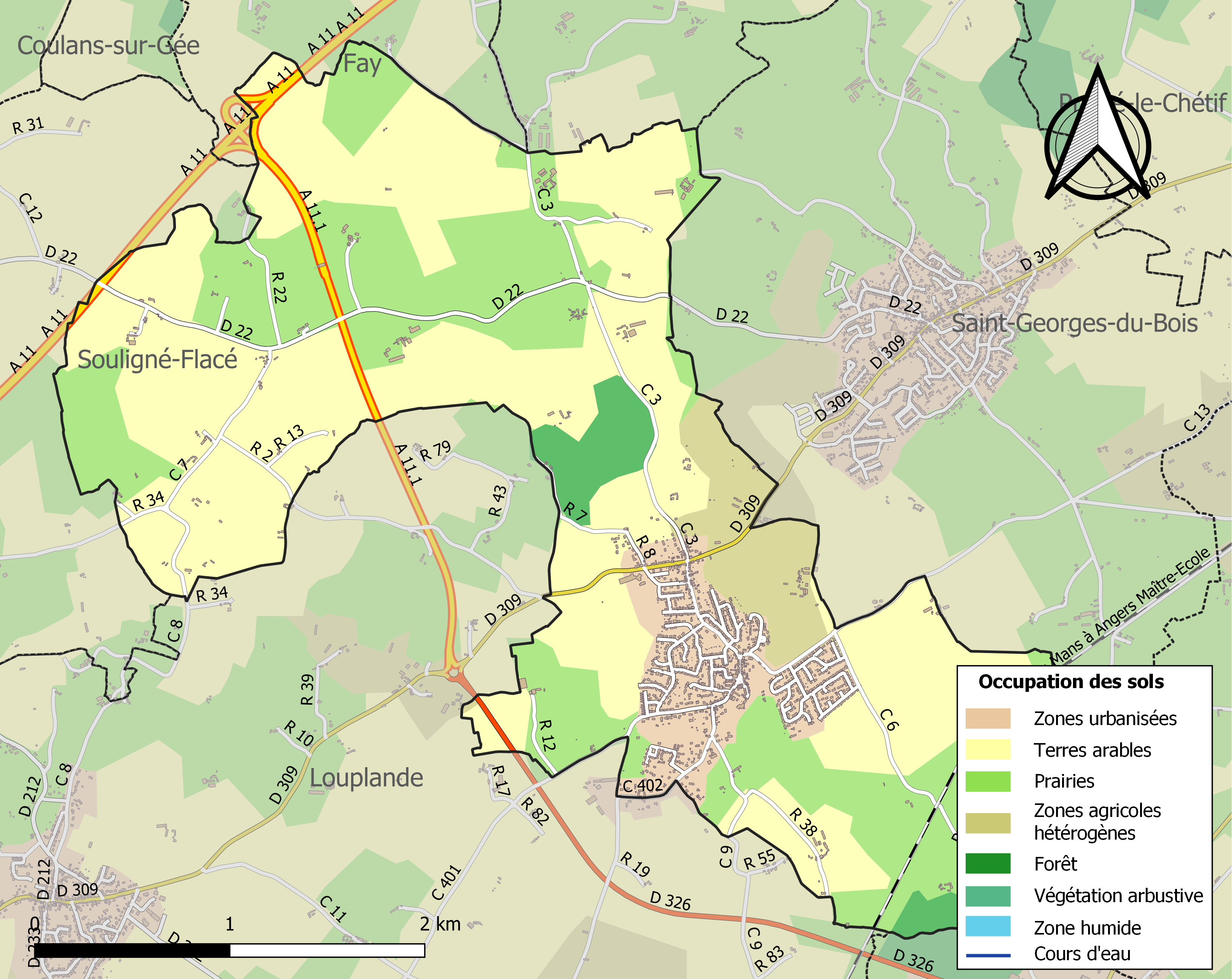
Carte des infrastructures et de l'occupation des sols de la commune en 2018 (CLC).

## Toponymie
L'ancien nom de la commune est Notre-Dame-d'Étival.
Le gentilé est Étivalois.

## Héraldique

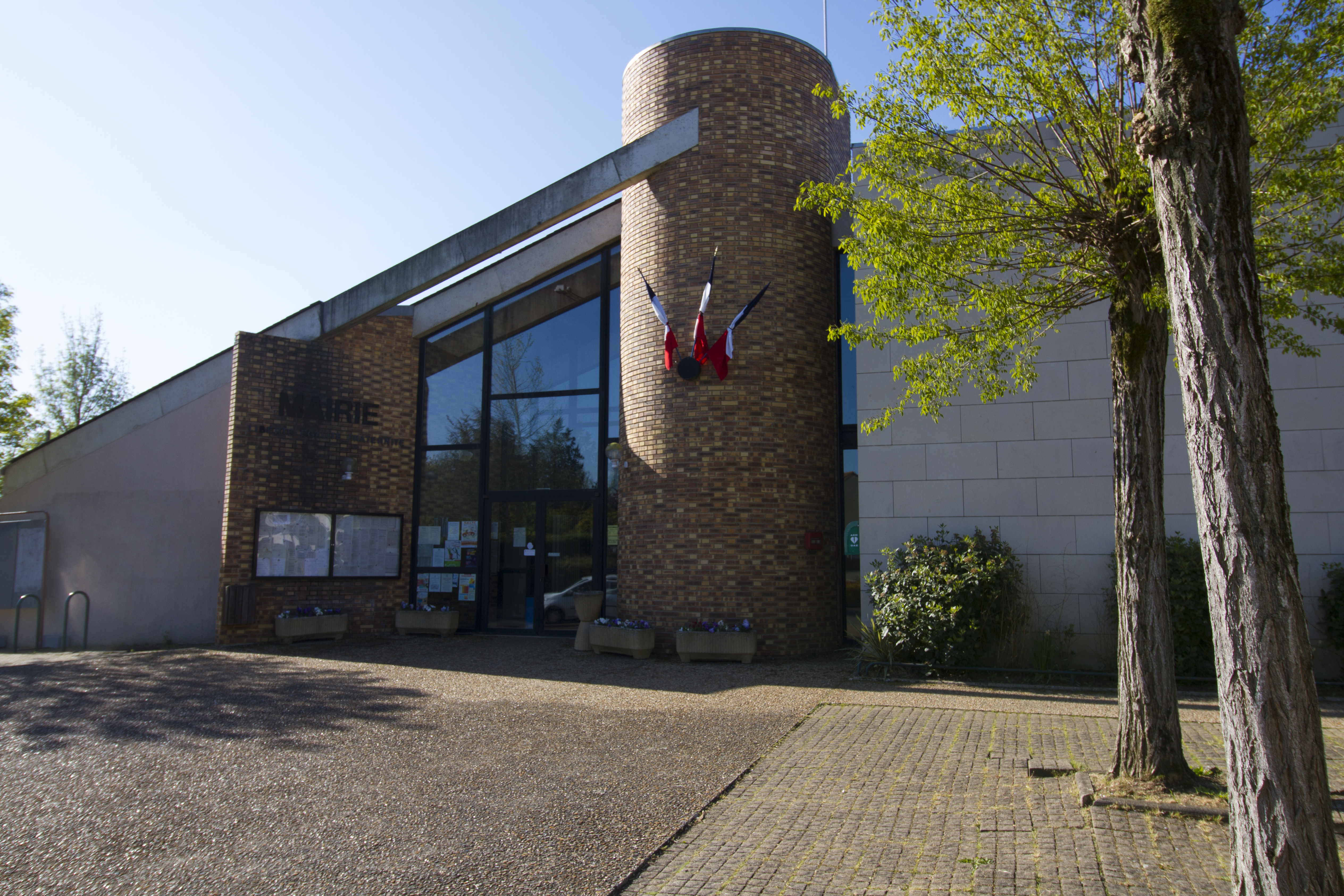
La mairie.

| Armes d'Étival-lès-le-Mans | Les armoiries d'Étival-lès-le-Mans se blasonnent ainsi : De gueules à la croix aux extrémités pattées et à la traverse alésée, d'argent, cantonnée au 1er et au 4e d'un trèfle d'or, au 2e et au 3e d'une fleur de lis du même le tout soutenu d'un mur en champagne d'argent, maçonné et ouvert de sable. |

## Politique et administration

### Liste des maires
| Période                                  | Période   | Identité        | Étiquette | Qualité |
| ---------------------------------------- | --------- | --------------- | --------- | --- |
| Les données manquantes sont à compléter. |           |                 |           | |
| octobre 1830                             |           | Julien Dorizon  |           | |
| mars 1862                                |           | Pierre Rousseau |           | |
| mai 1874                                 |           | Jules Loyer     |           | |
|                                          |           |                 |           | |
| av. 1951                                 | mars 1965 | Charles Fouquet |           | |
| mars 1965                                | juin 1995 | Gilbert Maurice |           | Ancien boulanger |
| juin 1995                                | 1998      | André Février   |           | |
| octobre 1998                             | mars 2008 | Bernard Cordier | DVD       | |
| mars 2008                                | En cours  | Emmanuel Franco | UMP → LR  | Inspecteur dans les assurances Conseiller départemental de La Suze-sur-Sarthe (2015 → ) Vice-président du conseil départemental (2015 → ) Président de la CC du Val de Sarthe (2014 → ) |

Le conseil municipal est composé de dix-neuf membres dont le maire et quatre adjoints.

## Démographie
L'évolution du nombre d'habitants est connue à travers les recensements de la population effectués dans la commune depuis 1793. Pour les communes de moins de 10 000 habitants, une enquête de recensement portant sur toute la population est réalisée tous les cinq ans, les populations de référence des années intermédiaires étant quant à elles estimées par interpolation ou extrapolation. Pour la commune, le premier recensement exhaustif entrant dans le cadre du nouveau dispositif a été réalisé en 2006.
En 2022, la commune comptait 1 852 habitants, en évolution de −4,93 % par rapport à 2016 (Sarthe : −0,25 %, France hors Mayotte : +2,11 %).
| 1793 | 1800 | 1806 | 1821 | 1831 | 1836 | 1841 | 1846 | 1851 |
| ---- | ---- | ---- | ---- | ---- | ---- | ---- | ---- | ---- |
| 546  | 616  | 644  | 684  | 749  | 728  | 867  | 807  | 792  |

| 1856 | 1861 | 1866 | 1872 | 1876 | 1881 | 1886 | 1891 | 1896 |
| ---- | ---- | ---- | ---- | ---- | ---- | ---- | ---- | ---- |
| 780  | 761  | 707  | 655  | 656  | 685  | 663  | 660  | 647  |

| 1901 | 1906 | 1911 | 1921 | 1926 | 1931 | 1936 | 1946 | 1954 |
| ---- | ---- | ---- | ---- | ---- | ---- | ---- | ---- | ---- |
| 666  | 614  | 590  | 530  | 513  | 541  | 516  | 514  | 540  |

| 1962 | 1968 | 1975  | 1982  | 1990  | 1999  | 2006  | 2011  | 2016  |
| ---- | ---- | ----- | ----- | ----- | ----- | ----- | ----- | ----- |
| 530  | 571  | 1 063 | 1 485 | 1 861 | 1 954 | 2 108 | 2 021 | 1 948 |

| 2021  | 2022  | - | - | - | - | - | - | - |
| ----- | ----- | - | - | - | - | - | - | - |
| 1 887 | 1 852 | - | - | - | - | - | - | - |

## Lieux et monuments

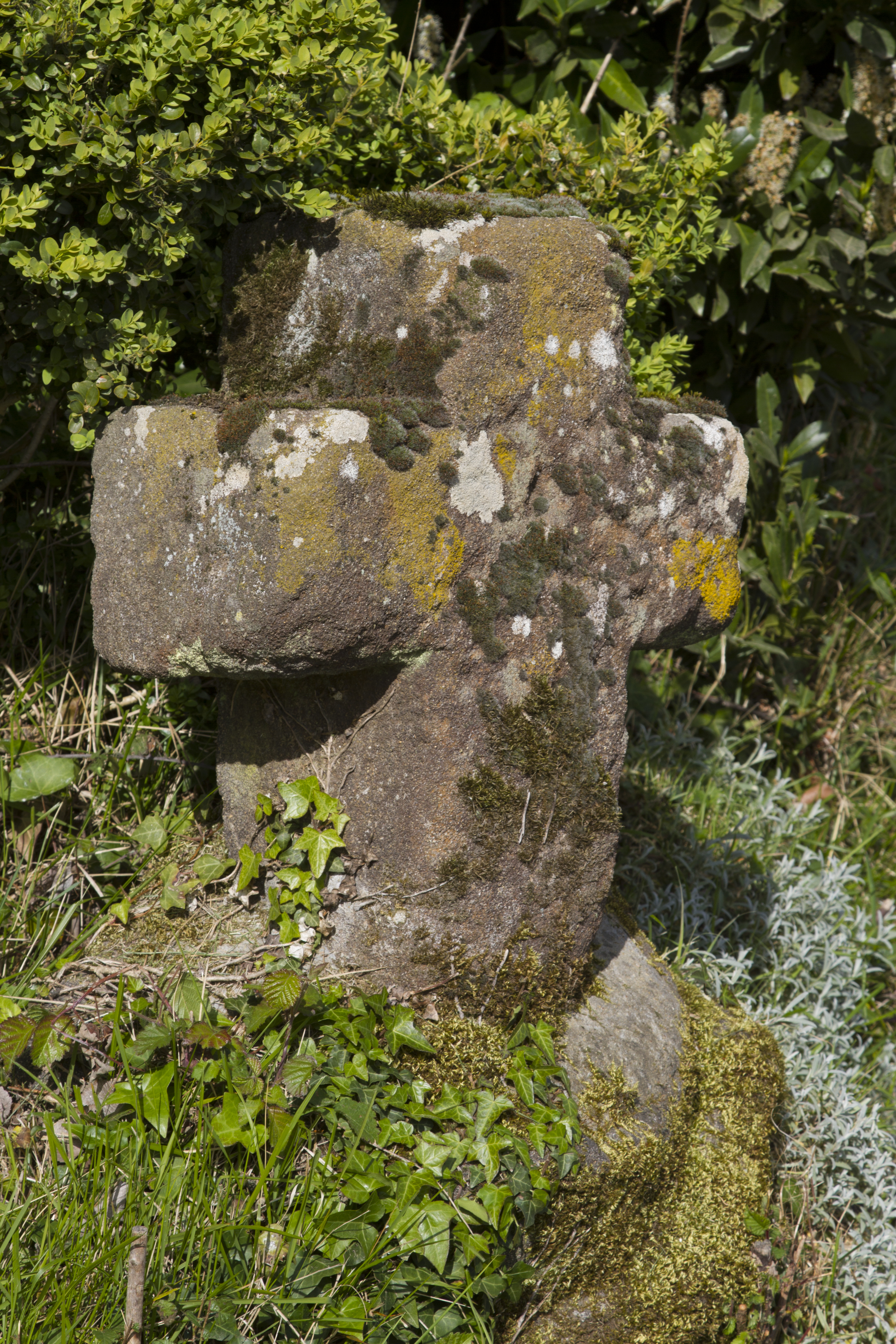
La croix en pierre de roussard.

- Église de la Vierge, romane, érigée aux XIe et XIIe siècles, construite en pierres de roussard.
- Croix en pierres de roussard qui ornent certains sentiers pédestres.

## Activité et manifestations

### Équipements sportifs
Les équipements sportifs permettent grâce à leur diversité de satisfaire le plus grand nombre de sportifs :
- - Une salle omnisports construite au tout début des années 1990 incluant :
  - Une grande salle adaptée au handball, volley-ball, basket-ball…
  - Une salle de tennis de table,
  - Un dojo (arts martiaux).
  - Des terrains de tennis, de football,
  - Une salle de gymnastique/danse, attenante à la salle omnisports (salle polyvalente).

### Football
L'Association sportive d'Étival-lès-le-Mans fait évoluer deux équipes de football en divisions de district.

### Jumelages
- Siedenburg (Allemagne) depuis 1998.

Le comité de jumelage, présidé par Angélique Coudray, organise (en alternance avec les Allemands) tous les deux ans un voyage en Allemagne au mois de mai. Les Allemands viennent à Étival également à la même période une fois sur deux.

## Personnalités liées
{{..}}